# 難兄難弟 (1982年電影)
《難兄難弟》（英語：It Takes Two），是1982年上映的一部香港電影，由麥嘉執導，石天、吳耀漢、葉麗儀、鍾楚紅、劉詩棣主演。本片獲提名第2屆香港電影金像獎最佳美術指導。

## 劇情
石狗公（石天 飾）與吳芝（吳耀漢 飾）是一對在夜總會表演的舞台拍檔，感情要好。石狗公與黑社會大口青（王青 飾）同時對夜總會內的歌女葉麗珠（葉麗儀 飾）展開追求，可惜葉麗珠早已名花有主；求戀失敗的大口青誤以為石狗公從中在梗，遂把他打成白痴。為了好兄弟石狗公，吳芝不惜典當借貸到處尋醫，終在外國把痴呆的石狗公治好，康復過後的石狗公竟被醫成度橋天才。
不久，石狗公和吳芝與鄰居兩姐妹阿珍（劉詩棣 飾）和阿珠（鍾楚紅 飾）相戀，變成天才的石狗公先後解決了大耳窿貴利炳（馮敬文 飾）與大口青，兄弟倆抱得美人歸。

## 角色
| 演員     | 角色     | 備註       |
| 石天     | 石狗公   |            |
| 吳耀漢   | 吳芝     |            |
| 葉麗儀   | 葉麗珠   | 夜總會歌女 |
| 鍾楚紅   | 阿珠     |            |
| 劉詩棣   | 阿珍     |            |
| 王青     | 大口青   | 黑幫       |
| 石燕子   | 石神     |            |
| 林子祥   | 飛機林   | (客串)     |
| 譚詠麟   | 洗頭仔   | (客串)     |
| 張艾嘉   | 茶樓清潔 | (客串)     |
| 甘山     | 羅秘書   |            |
| 鄭孟霞   |          |            |
| 馮敬文   | 貴利炳   | 大耳窿     |
| 徐克     | 喃嘸佬   | (客串)     |
| 泰迪羅賓 | 故衣佬   | (客串)     |
| 黃允材   | 醫生     | (客串)     |
| 麥嘉     | Albert   | (客串)     |
| 曾志偉   | 擦鞋仔   | (客串)     |
| 劉家榮   | 豬肉榮   | (客串)     |
| 曹達華   | 華叔     | 神鎗手     |
| 泰山     |          |            |
| 成運安   |          |            |
| 黃藝兒   |          |            |
| 何恨     |          |            |
| 楊又祥   |          |            |
| 施介強   |          |            |
| 成奎安   |          |            |

## 獎項
| 年份 | 頒獎典禮            | 獎項         | 獲提名         | 結果 |
| ---- | ------------------- | ------------ | -------------- | ---- |
| 1983 | 第2屆香港電影金像獎 | 最佳美術指導 | 奚仲文、張叔平 | 提名 |